# SN 2007ao
SN 2007ao – supernowa typu Ia odkryta 13 marca 2007 roku w galaktyce NGC 5532. W momencie odkrycia miała maksymalną jasność 17,70m.